# Ивиттуут
Ивиттуут (дат. и гренл. Ivittuut; старое название — Ивигтут (дат. Ivigtut)) — заброшенный шахтёрский посёлок на юге Западной Гренландии, образованный в 1951 году. Граничит с Нарсаком на востоке, Какортоком — на юге и Паамиутом — на севере, Лабрадорским морем — на западе. Площадь — около 600 км², из-за малых размеров полностью свободен от влияния внутреннего ледяного щита.
С X по XIII века в этой местности находилось Срединное поселение гренландских скандинавов, наименьшее из гренландских поселений . Исторических сведений о нём крайне мало, в средневековых документах упоминается лишь сам факт его существования. Археологами были найдены остатки примерно двадцати скандинавских ферм. Достоверно неизвестно, когда поселение могло быть основано и когда покинуто.
Основан как шахтёрский посёлок по добыче криолита (найден в 1806 году, добыча началась в 1865 году). В 1987 году запасы истощились и город потерял средства к существованию. Город Ивиттуут заброшен и единственным поселением муниципалитета является морская база Кангилиннгуит (Грёнедол), ввиду чего возможно поглощение Нарсаком в будущем.
Кангиллингуит — штаб-квартира датского ВМФ в Гренландии. Была первоначально основана для защиты криолитовых разработок Ивиттуута.
Ивиттуут удерживает первенство по максимальной зарегистрированной температуре в Гренландии — 30,1 °C . Наименьшая температура — −28,9 °C.
| Показатель                    | Янв.  | Фев.  | Март | Апр. | Май | Июнь | Июль | Авг. | Сен. | Окт. | Нояб. | Дек. | Год   |
| ----------------------------- | ----- | ----- | ---- | ---- | --- | ---- | ---- | ---- | ---- | ---- | ----- | ---- | ----- |
| Абсолютный максимум, °C       | 13    | 14    | 16   | 16   | 23  | 30,1 | 23   | 22   | 21   | 19   | 18    | 16   | 30,1  |
| Средний суточный максимум, °C | −4,4  | −3,3  | −0,6 | 3,3  | 8,3 | 12,2 | 13,9 | 12,8 | 8,3  | 4,4  | 0     | −2,8 | 4,4   |
| Средняя температура, °C       | −7,8  | −7,2  | −5   | −0,6 | 4,4 | 7,8  | 9,4  | 8,9  | 5    | 1,1  | −2,8  | −6,1 | 0,6   |
| Средний суточный минимум, °C  | −11,1 | −11,1 | −8,9 | −4,4 | 0,6 | 3,9  | 5,6  | 5    | 2,2  | −1,7 | −5,6  | −8,9 | −2,8  |
| Абсолютный минимум, °C        | −28   | −28,9 | −27  | −21  | −11 | −2   | 1    | −2   | −6   | −13  | −21   | −27  | −28,9 |
| Норма осадков, мм             | 84    | 66    | 86   | 64   | 89  | 81   | 79   | 94   | 150  | 145  | 117   | 79   | 1134  |
| Источник: weatherbase.com     |       |       |      |      |     |      |      |      |      |      |       |      |       |